# FIFA Football 2003
FIFA Football 2003, conhecido como FIFA Soccer 2003 na América do Norte, FIFA 2003: European Soccer no Japão e geralmente conhecido como FIFA 2003, é um jogo eletrônico de futebol lançado em outubro de 2002, produzido pela Electronic Arts e lançado pela EA Sports.

## Campeonatos
O Campeonato Brasileiro possui 15 times, os mesmos do FIFA 2001, com o São Paulo e o Palmeiras reintegrados após suas ausências na edição anterior.
- A. Bundesliga
- Belgian Pro League
- Campeonato Brasileiro (não jogável no modo Temporada)
- Danish Superliga
- Barclays Premier League
- Ligue 1
- Bundesliga
- Série A
- K-League
- Major League Soccer
- Tippeligaen
- Scottish Premier League
- Liga BBVA
- Allsvenskan
- Swiss Super League